# Brahmana (geslacht)
Brahmana is een geslacht van steenvliegen uit de familie borstelsteenvliegen (Perlidae). De wetenschappelijke naam van het geslacht is voor het eerst geldig gepubliceerd in 1914 door Klapálek.

## Soorten
Brahmana omvat de volgende soorten. Soorten waarbij de auteur(s) tussen haakjes is geplaatst, werden oorspronkelijk tot een ander geslacht gerekend. 
- Brahmana benigna (Needham, 1909)
- Brahmana chrysostoma Klapálek, 1916
- Brahmana flavomarginata Wu, 1962
- Brahmana microphthalma Klapálek, 1916
- Brahmana suffusa (Walker, 1852)